# Хуан Пабло Монтоя
Хуан Пабло Монтоя (на испански: Juan Pablo-Montoya Roldán) е колумбийски автомобилен състезател, пилот от Формула 1.

## Лични данни
Роден е на 20 септември 1975 в Богота, Колумбия. Живее в Монако и в Оксфорд, Великобритания. Женен е за Кони Фрайдел. Баща му Пабло е архитект, майка му се казва Либия, има две сестри – Лиана и Каталина, и брат – Федерико. Висок е 1,68 м. Тежи 72 кг. Хобито му са компютърните игри.

## Кариера
Неговият баща обича през свободното си време да се занимава с картинг, като страстта явно се е прехвърлила и върху него, тъй като започва да кара карт още през 1980 г. Първата си победа взема, когато е едва на 5 години.
- 1992 г. вече е шампион в колумбийската Формула Рено.
- 1993 г. кара в колумбийския национален шампионат.
- 1994 г. трети в сериите Барбър-Сааб Про, кара в мексиканската Формула N, където има 4 победи.
- 1995 г. трети в британската Формула Воксхол, където кара за Пол Стюард Рейсинг, има 4 победи.
- 1996 г. пети в британската Формула Воксхол в тима на Фортек, има 2 победи; печели 6-часовото състезание в Богота.
- 1997 г. кара във Формула 3000 за RSM Марко, където е 2-ри с 3 победи.
- 1998 г. шампион на Формула 3000 с екипа на Супер Нова с 4 победи; става тест пилот на Уилямс във Формула 1.
- 1999 г. шампион в КАРТ-сериите с екипа на Ганаси, има 7 победи; печели легендарното състезание Инди 500.
- 2000 г. кара в КАРТ-сериите, където е девети и има 3 победи; подписва договор с екипа на Уилямс.
- 2006 г. напуска Макларън Мерцедес и се присъединява към американските серии НАСКАР.

## Формула 1
Дебютът му във Формула 1 е в Гран При на Австралия на 4 март 2001 г. Там е съотборник с Ралф Шумахер, с когото още от началото не го свързват топли чувства. Двамата пилоти са твърде различни като темперамент и стил на каране, но въпреки това не възникват сериозни проблеми.
Още с появяването си на пистите от шампионата, Монтоя шокира всички с тоталния си отказ да се съобразява с Михаел Шумахер по какъвто и да било начин. Доказателство за това е състезанието в Бразилия, където колумбиецът изпреварва световния шампион по безкомпромисен начин. Това му лепва определението, че е твърде агресивен и невъздържан на пистата, което доста често е причина да го обвиняват за повечето инциденти с останалите пилоти.
Първата му победа е в Гран При на Италия на пистата Монца. През (2003) той добавя и първо място в легендарното състезание в Монако, а към края на сезона печели и на Хокенхаймринг, Германия.
2004 е трудна година както за Монтоя, така и за Уилямс като цяло. Колата има много проблеми още от самото начало, което налага генерални промени в аеродинамиката към средата на сезона. Въпреки тях обаче, тимът не можа да догони отборите на БАР и Рено като представяне. Единственото приятно събитие е победата, която Монтоя взима в последния старт за Гран При на Бразилия.
От 2005 г. Монтоя кара за екипа на Макларън, където съотборник му е финландецът Кими Райконен. След първите две състезания в Австралия и Малайзия получава контузия на рамото си, докато играе тенис в Испания, и по тази причина не взема участие в Гран При на Бахрейн и Гран При на Сан Марино.
Август 2006 Рон Денис решава да извади Монтоя от титулярното място, обвинявайки го за поредица инциденти с негово участие. На негово място сяда тест пилота Педро де ла Роса.
От 2007 година Хуан Пабло се състезава в американските серии НАСКАР в тима на Чип Ганаси.